# Chaetomium lentum
Chaetomium lentum är en svampart som beskrevs av Van Warmelo 1967. Chaetomium lentum ingår i släktet Chaetomium och familjen Chaetomiaceae.   Inga underarter finns listade i Catalogue of Life.